# 우르시누프
우르시누프(폴란드어: Ursynów)는 폴란드 바르샤바 서쪽에 위치한 구다.